# Espiral de Teodoro

A espiral de Teodoro até o triângulo com uma hipotenusa de √17.

A espiral de Teodoro é uma espiral composta por triângulos retângulos contíguos. Ela leva o nome de Teodoro de Cirene.
Teodoro parou sua espiral em √17. Em 1958, Erich Teuffel provou que duas hipotenusas da espiral nunca colidem, não importando o tamanho da espiral.
1. ↑  http://courses.wcupa.edu/jkerriga/Lessons/A%20Lesson%20on%20Spirals.html